# 샤오양 만족 조선족 향
샤오양 만족 조선족 향(중국어: 小杨满族朝鲜族乡, 중국조선어: 소양만족조선족향)은 중화인민공화국 지린성 퉁화시 메이허커우시의 조선족, 만주족 민족향이다 .